# Grafit (art)
|  | Aquest article tracta sobre grafit (expressió artística). Vegeu-ne altres significats a «grafit (mineral)». |

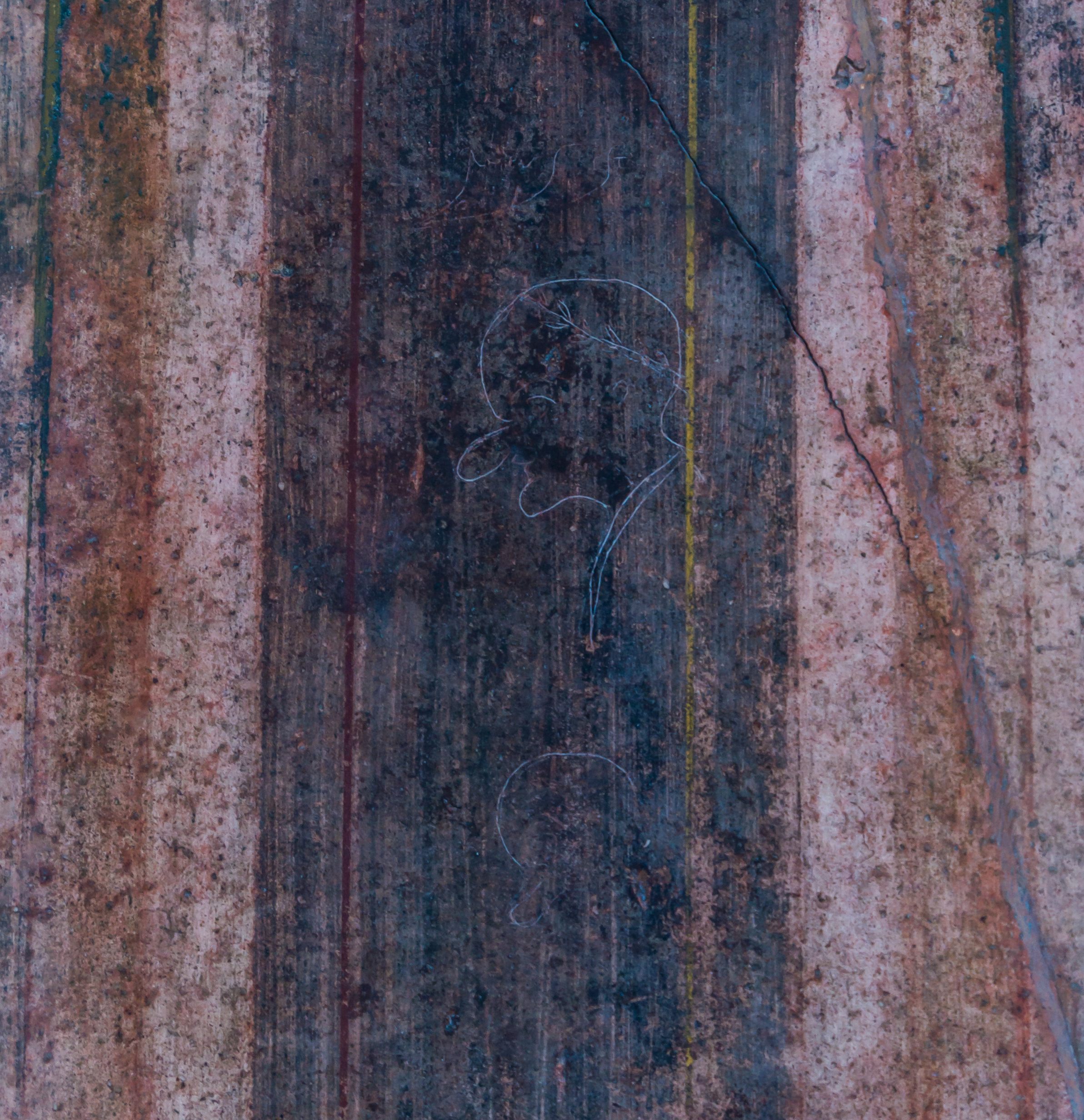
Grafit d'un polític a Pompeia.

Un grafit, (de l'italià graffiti, sent la paraula singular graffito utilitzada només en el camp de l'arqueologia) són escrits o dibuixos fets en una paret o altra superfície, generalment sense permís i a la vista del públic. Els grafits van des de simples signatures fins a pintures murals elaborades, i han existit des de l'antiguitat, amb exemples que es remunten a l'antic Egipte, l'antiga Grècia i l'Imperi Romà. El costum de pintar o escriure a les parets és tan antic com la invenció de l'escriptura, i n'hi ha nombroses proves, especialment a Pompeia i Herculà, on es van conservar gràcies a la cendra volcànica.
Es considera actualment una forma d'art de carrer, sovint art urbà. És un missatge escrit o una imatge pintada, o una barreja d'ambdues, generalment emprant pots de pintura amb aerosol i sobre un lloc visible pels vianants, com ara panys de paret, tanques, portes, persianes, monuments, edificis mig enrunats, etc. Pot tenir una motivació de protesta política o social, especialment quan l'utilitzen moviments de joves. També n'hi ha que tenen motivacions artístiques, o simplement d'afirmació personal, com en el cas de les firmes pintades de manera repetida.
El grafit modern és un tema controvertit. A la majoria de països, marcar o pintar propietats sense permís es considera vandalisme. Els grafits moderns van començar a la dècada del 1970 al metro de Nova York i a Filadèlfia a principis dels anys setanta i més tard es van estendre a la resta dels Estats Units i a tot el món.

## Història

### Prehistòria
La majoria de petròglifs i geoglifs daten d'entre 40.000 i 10.000 anys d'antiguitat, i els més antics són pintures rupestres a Austràlia. Les pintures de la cova Chauvet es van fer fa 35.000 anys, però se sap poc sobre qui les va fer o per què. Els primers artistes creaven grafits de les seves mans amb pintura bufada a través d'un tub. Aquestes plantilles poden haver funcionat de manera similar als grafits que indiquen un sobrenom.

### Antiguitat
El grafit escrit més antic es va trobar a l'antiga Roma fa uns 2500 anys. La majoria de grafits de l'època presumien d'experiències sexuals, però també inclouen jocs de paraules com ara el quadrat Sator, marques tipus "Jo era aquí" i comentaris sobre gladiadors. Els grafits a l'antiga Roma eren una forma de comunicació i, en general, no es consideraven vandalisme. El terme grafiti es referia originalment a les inscripcions, dibuixos de figures i d'altres, que es trobaven a les parets d'antigues sepulcres o ruïnes, com a les catacumbes de Roma o a Pompeia. Certs grafits es van considerar blasfems i es van eliminar, com ara el grafiti d'Alexamenos. El grafit representa un humà amb el cap d'un ruc en una creu amb el text "Alexamenos adora el seu déu".

### Edat mitjana
L'única font coneguda de la llengua safaítica, una antiga forma d'àrab, prové de grafits: inscripcions ratllades a la superfície de roques i cudols al desert predominantment de basalt al sud de Síria, l'est de Jordània i el nord de l'Aràbia Saudita. El Safaitic data del segle I aC al segle iv.
Els antics visitants que visitaven la ciutadella del segle V de Sigiriya, a Sri Lanka, escrivien els seus noms i comentaris sobre el "mur del mirall", sumant un total de més de 1800 grafits individuals produïts allà entre els segles VI i XVIII. La majoria dels grafits fan referència als frescos de dones seminues que s'hi troben.
Entre els exemples antics de grafits polítics hi havia poemes satírics àrabs. Yazid al-Himyari, un poeta àrab i persa omeia, va ser conegut sobretot per escriure la seva poesia política a les muralles entre Sajistan i Bàssora, manifestant un fort odi cap al règim omeia i els seus walis, i la gent els llegia i els feia circular molt àmpliament.

Els grafits es feien sovint a les parets de les esglésies romàniques escandinaves. Quan artistes renaixentistes com Pinturicchio, Rafael, Miquel Àngel, Ghirlandaio o Filippino Lippi van descendir a les ruïnes de la Domus Aurea de Neró, van esculpir o pintar els seus noms i van tornar per iniciar l'estil de decoració grotesca.

Grafits antics
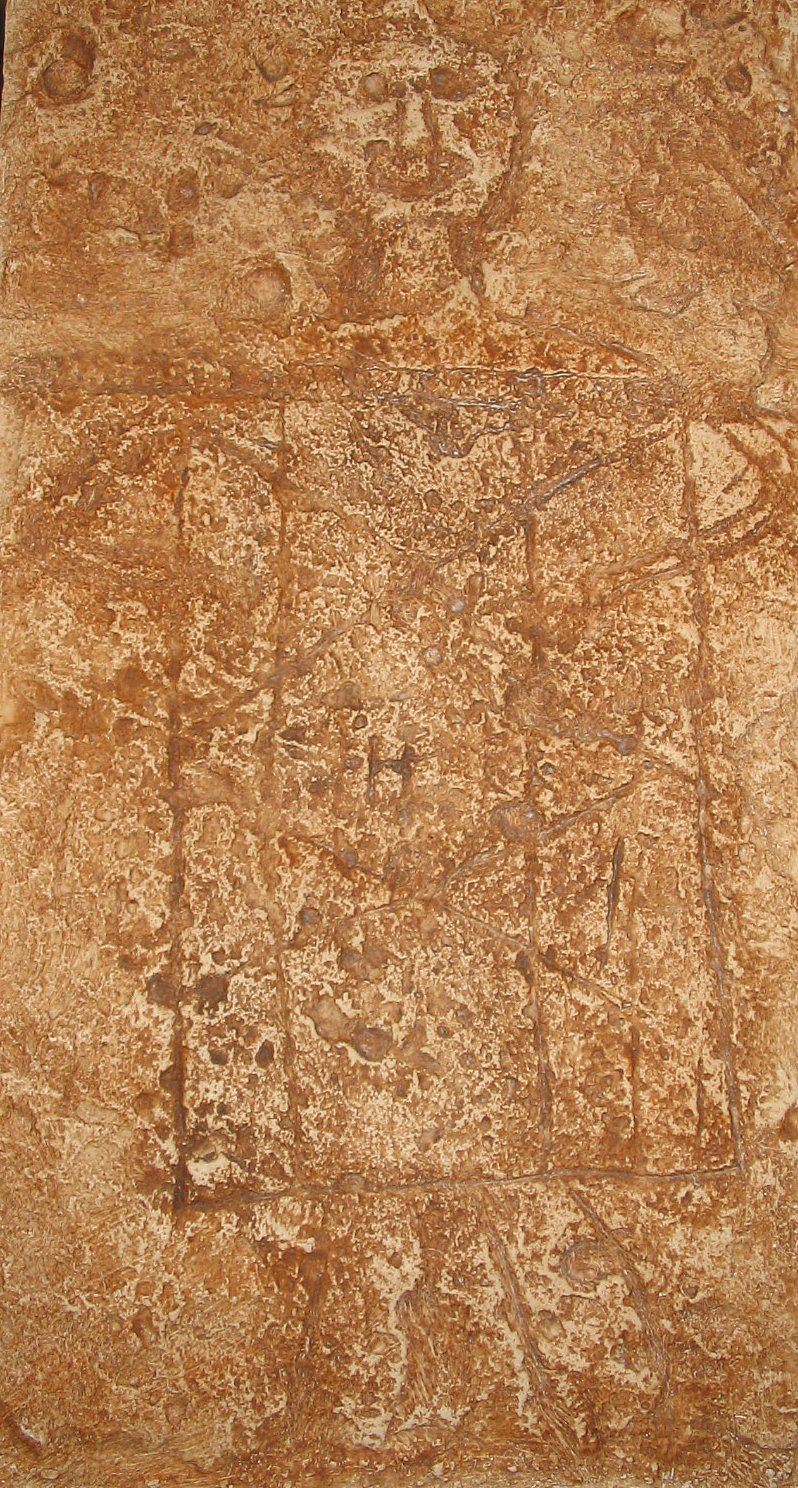
Grafits de França
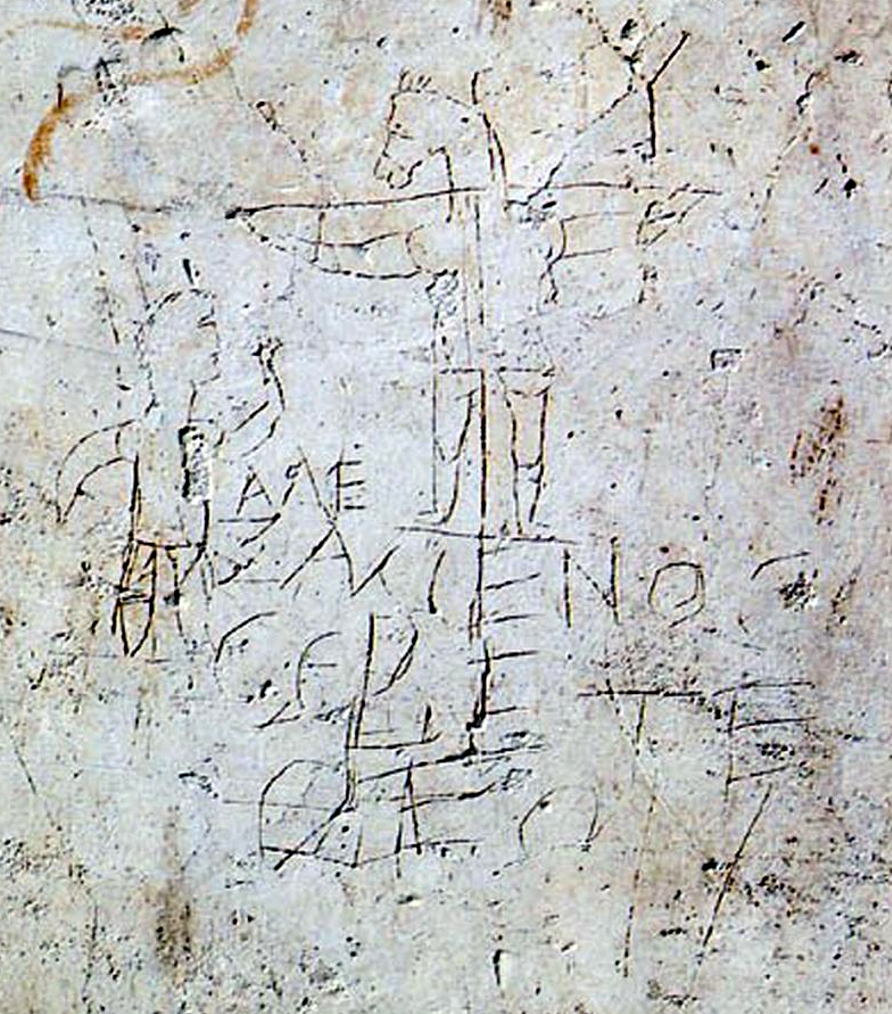
Grafit satíric d'Alexamenos
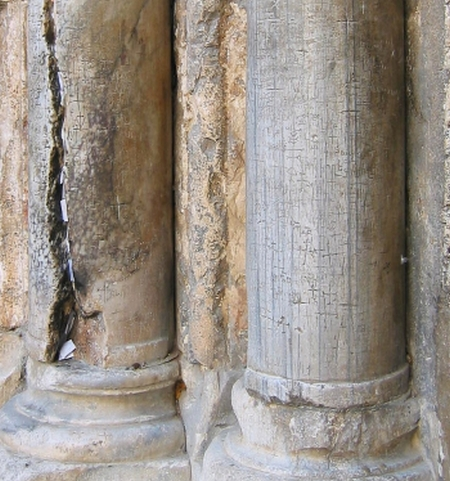
Grafits, Església del Sant Sepulcre, Jerusalem
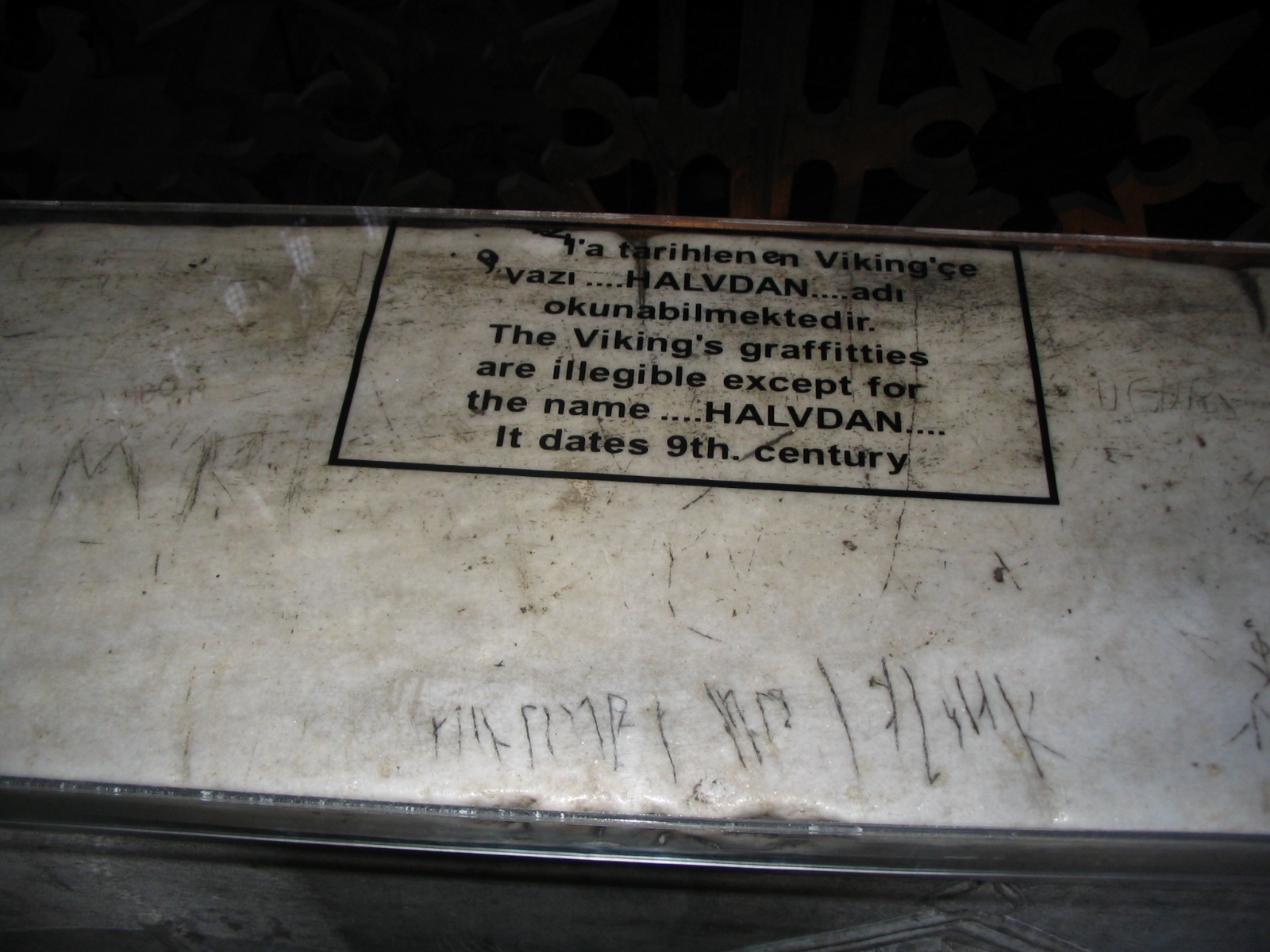
Grafits de mercenaris vikings a Santa Sofia a Istanbul, Turquia
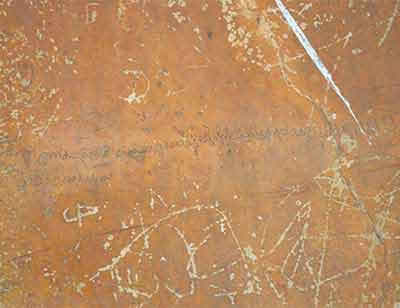
Grafits al Mur del Mirall, Sigiriya, Sri Lanka

### Estil contemporani
A la dècada del 1790, els soldats francesos van gravar els seus noms en monuments durant la campanya napoleònica d'Egipte. El de Lord Byron sobreviu en una de les columnes del Temple de Posidó al cap Súnion a l'Àtica, Grècia.
L'exemple més antic conegut de grafits es va trobar en vagons de tren creats per vagabunds i treballadors ferroviaris des de finals del segle XIX. Els sobrenoms de Bozo Texino van ser documentats pel cineasta Bill Daniel a la seva pel·lícula del 2005, Who is Bozo Texino?
S'han vist grafits contemporanis en monuments dels Estats Units, com ara Independence Rock, un monument nacional al llarg de l' Oregon Trail .
Durant la Segona Guerra Mundial, una inscripció en un mur de la fortalesa de Verdun es va veure com una il·lustració de la resposta dels Estats Units, dues vegades en una generació, als errors del Vell Món.
A la Segona Guerra Mundial, alguns soldats van fer grafits, sent el més famós el de la frase Kilroy was here amb una il·lustració que l'acompanyava, popularitzat a causa del seu ús per part de les tropes nord-americanes fet que, finalment, va fer que es filtrara a la cultura popular nord-americana. Poc després de la mort de Charlie Parker (sobrenomenat "Yardbird" o "Bird"), van començar a aparèixer pintades per Nova York amb les paraules "Bird Lives". Les protestes estudiantils i la vaga general del maig del 1968 van fer que a París es guixaren consignes revolucionàries, anarquistes i situacionistes, com L'ennui est contre-révolutionnaire ("L'avorriment és contrarevolucionari"), expressades en grafits pintats, pòsters i estampats. Aleshores als Estats Units, altres frases polítiques (com ara "Free Huey", en referència al Black Panther Huey Newton) es van fer breument populars com a pintades en zones limitades, per oblidar-les. Un grafiti popular de principis dels anys setanta va ser "Dick Nixon Before He Dicks You", que reflectia l'hostilitat de la cultura juvenil davant aquell president dels EUA.

### Estil modern
L'estil modern de grafit ha estat fortament influït per la cultura hip hop, i la infinitat d'estils internacionals derivats dels grafits de Metro de Filadèlfia i Nova York, però hi ha moltes altres tradicions de grafits notables al segle xx. Hi ha hagut pintades durant molt de temps a les parets dels edificis, a les latrines, als vagons de ferrocarril, al metro i als ponts.
A finals dels anys seixanta a Filadèlfia, el tager (qui fa el grafit) "Cornbread" comença a escriure la seva firma per tota la ciutat mitjançant pintura en esprai. Certa premsa se'n fa ressò i poc després sorgeixen altres tagers, estenent-se ràpidament aquesta nova moda a la ciutat de Nova York. L'ús de la paraula ha evolucionat fins a incloure qualsevol gràfic aplicat a les superfícies de manera que constitueixi vandalisme.
Després d'una primera fase de creixement, els anys 1973-75 són considerats l'edat d'or del grafiti, caracteritzada per importar la qualitat d'aquests (en comptes de la quantitat), i aquesta és l'època en què es desenvolupen gran part dels estils d'aquest art visual. Ja en aquesta època es comença a associar aquesta pràctica amb el moviment del hip-hop, en créixer de forma paral·lela en els mateixos barris, i molts cops portada a terme pels mateixos individus que les altres disciplines.
Un dels primers esgrafiats fora de Nova York o Filadèlfia va ser la inscripció a Londres que deia " Clapton is God " en referència al guitarrista Eric Clapton . Creant el culte a l'heroi de la guitarra, la frase va ser pintada amb esprai per un admirador en una paret d'Islington, al nord de Londres, a la tardor de 1967.  El grafit va ser capturat en una fotografia, en la qual un gos està orinant a la paret.
Pel·lícules com Style Wars als anys 80, que representaven escriptors famosos com Skeme, Dondi, MinOne i ZEPHYR, van reforçar el paper del grafiti dins de la cultura hip-hop emergent de Nova York. Tot i que molts agents del Departament de Policia de la ciutat de Nova York van trobar aquesta pel·lícula controvertida, Style Wars encara es reconeix com la representació cinematogràfica més prolífica del que estava passant dins de la jove cultura hip hop de principis dels anys vuitanta. Fab 5 Freddy i Futura 2000 van portar el grafit hip-hop a París i Londres com a part de la gira de rap de Nova York el 1983.

Grafits a la Segona Guerra Mundial
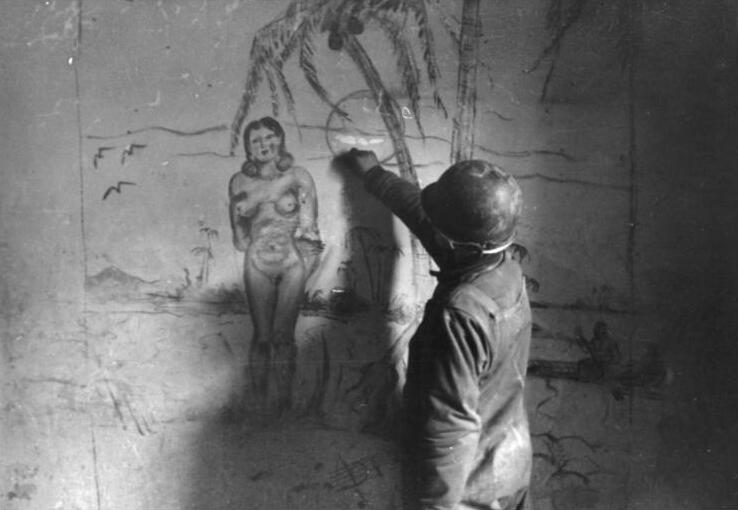
Soldat fa un grafit de fantasia tropical (1943–1944)
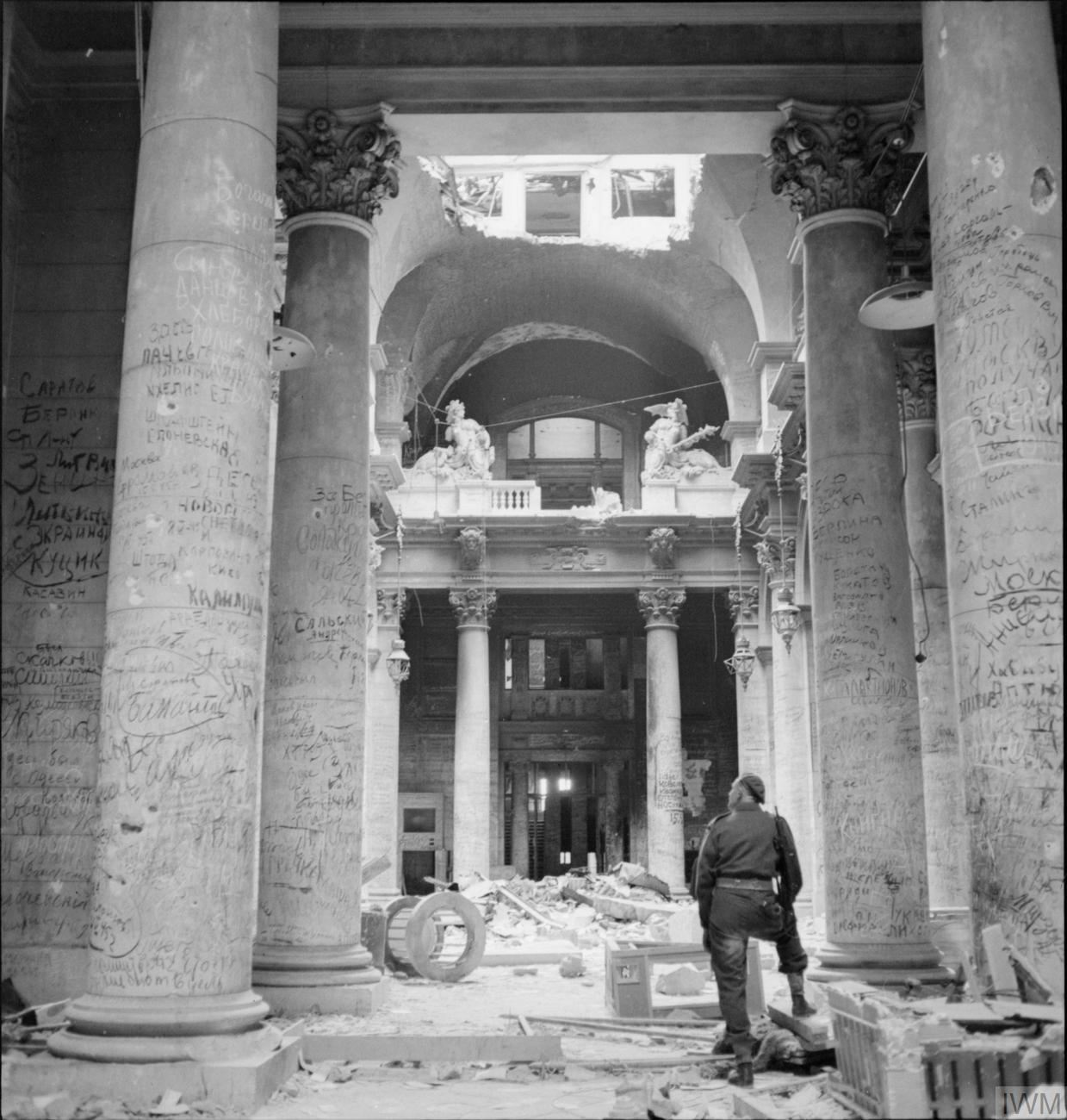
Guixades dels soldats soviètics a les ruïnes del Reichstag de Berlín (1945)
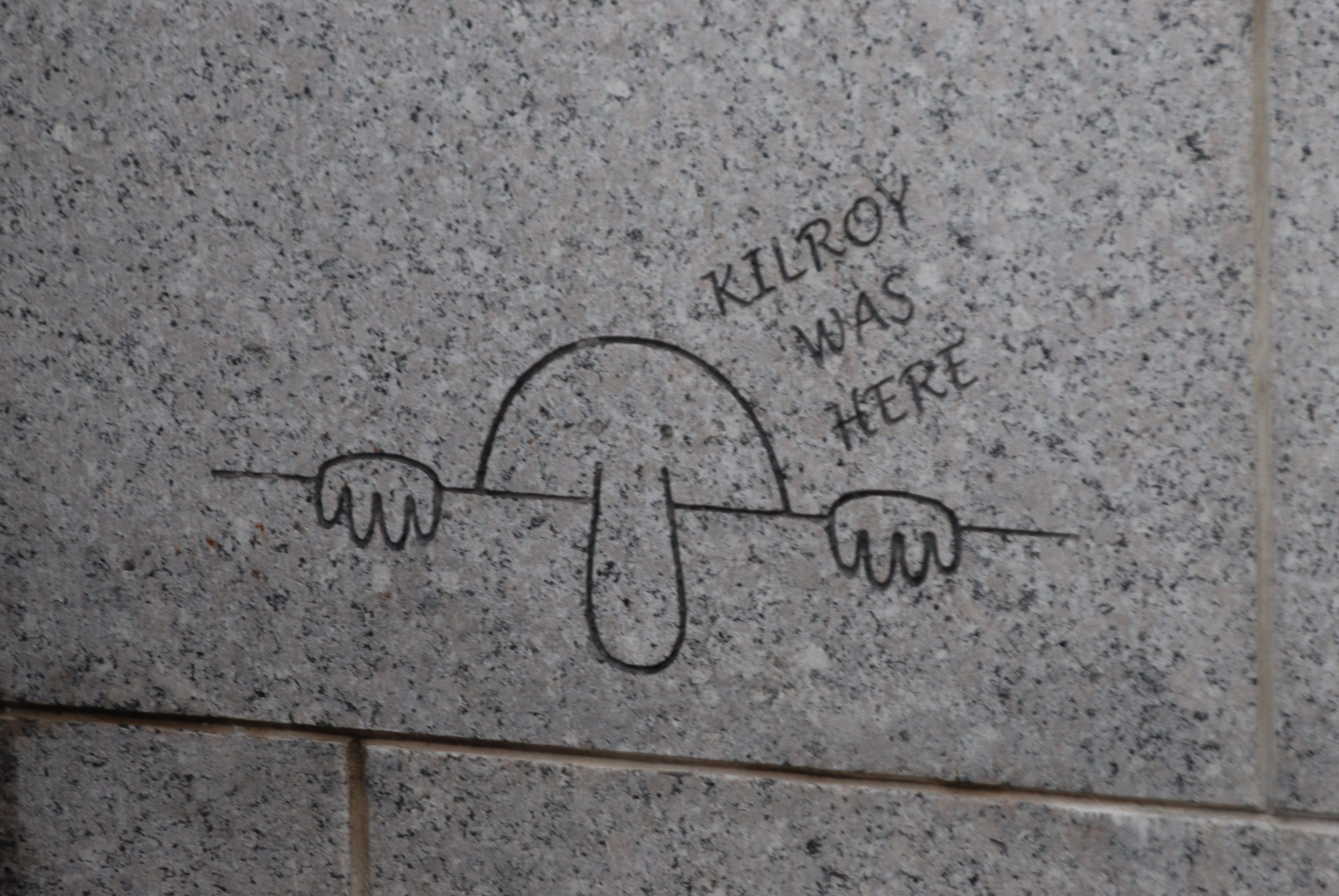
Gravat permanent de Kilroy al monument commemoratiu de la Segona Guerra Mundial, Washington, D.C.